# 平海黄氏
平海黄氏（ピョンヘファンし、평해황씨）は、朝鮮の氏族の一つ。本貫は慶尚北道蔚珍郡である。2015年の調査では168,374人である。
朝鮮の黄氏は、中国後漢の重臣だった黄洛から始まった。黄洛は、光武帝時代の紀元28年に使臣としてベトナムに赴く途中に海上で遭難し新羅に漂着・帰化した。その後、黄洛の子孫の黄温仁は平海黄氏の始祖となった。
長水黄氏、昌原黄氏、慶州黄氏、管城黄氏、徳山黄氏、尚州黄氏、星州黄氏、紆州黄氏、斉安黄氏、杭州黄氏、黄州黄氏、懐徳黄氏と共に中央黄氏宗親会をなしている。

## 人口分布
2015年統計によると、多くの自治体の総人口に占める比例が1%未満であるが、慶尚北道北東部一帯に総人口に占める割合が高い。慶尚北道青松郡（1,001人、総人口の4.3%）と貫郷の慶尚北道蔚珍郡（1,651人、総人口の3.62%）では3%を超えている。